# I'm the Greatest
I'm the Greatest är en sång som John Lennon skrev 1970. John Lennon gav den till sin före detta bandkollega från Beatles Ringo Starr. Starr spelade in den 1973 och den är första spåret på skivan Ringo. På John Lennon Anthology, som är en skiva med John Lennon-låtar från 1998 finns en inspelning där Lennon sjunger låten själv.